# Ministerul Afacerilor Externe (România)
Ministerul Afacerilor Externe (MAE) este unul din ministerele care fac parte din Guvernul României. Înființat la data de 20 iulie 1862, sub denumirea "Ministerul Afacerilor Străine", a fost condus de Apostol Arsache, primul ministru al afacerilor străine al României moderne. Denumirea de Ministerul Afacerilor Străine (MAS) s-a păstrat până la declararea Republicii Socialiste Române, când a fost modificată în Ministerul Afacerilor Externe (MAE), denumire care se păstrează și în prezent.
Actualul ministru de externe al României este Oana-Silvia Țoiu.

## Structură

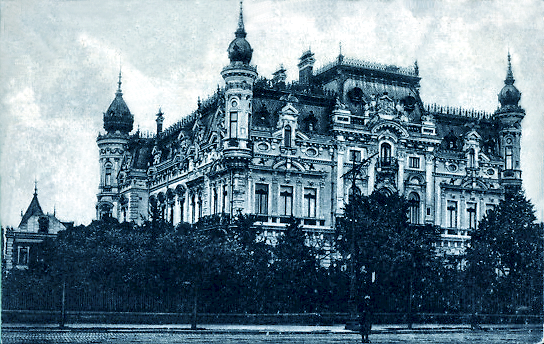
Fostul Ministeriu de Externe (până în 1946)

Instituțiile a căror finanțare este asigurată și prin bugetul Ministerului Afacerilor Externe:
I. Instituții finanțate de la bugetul de stat, prin bugetul Ministerului Afacerilor Externe:
1. Comisia Fulbright Româno-Americană.
2. Centrul Euro-Atlantic pentru Reziliență

II. Instituții finanțate din venituri proprii și din subvenții de la bugetul de stat, prin bugetul Ministerului Afacerilor Externe:
1. Institutul Diplomatic Român;
2. Agenția de Cooperare Internațională pentru Dezvoltare
3. Institutul European din România.

III. Instituții cu preocupări în domeniul relațiilor internaționale sprijinite de către Ministerul Afacerilor Externe:
1. Asociația de Drept Internațional și Relații Internaționale;
2. Asociația Internațională de Studii Sud-Est Europene;
3. Casa Americii Latine.

## Activități culturale
Ministerul Afacerilor Externe derulează două programe de promovare editorială: Cartea lunii la MAE, dedicat lucrărilor scrise de diplomați români și Repere editoriale la MAE, pentru aparițiile de referință ale unor autori români și străini din domeniul relațiilor internaționale, politică externă, istorie a diplomației. Prin cele două programe, Ministerul Afacerilor Externe își propune să contribuie la crearea unui cadru de dezbatere între mediile diplomatice, academice, culturale și științifice din România.